# (6079) Gerokurat
(6079) Gerokurat (1981 DG3) – planetoida z pasa głównego asteroid okrążająca Słońce w ciągu 5,74 lat w średniej odległości 3,2 j.a. Odkryta 28 lutego 1981 roku.